# Amphianthus verruculatus
Amphianthus verruculatus är en havsanemonart som beskrevs av Oscar Henrik Carlgren 1942. Amphianthus verruculatus ingår i släktet Amphianthus och familjen Hormathiidae. Inga underarter finns listade i Catalogue of Life.